# Scheinbar (Theater)

Logo des Scheinbar Varietés

Die Scheinbar ist eine Kleinkunstbühne in der Monumentenstraße 9 im Berliner Ortsteil Schöneberg. Sie selbst bewirbt sich als „(Scheinbar) kleinstes Varieté Deutschlands“.

## Geschichte
Der Veranstaltungsort entstand 1984 und wurde von Schülern der Berliner Artistenschule Etage unter dem Motto „Wir baun uns unsere Bühne selbst“ gegründet. Die Scheinbar stand am Anfang des neuen Varieté-Booms, der seit Ende der 1980er Jahre in der Bundesrepublik ausbrach, Der Spiegel bezeichnete sie 1990 als „Laboratorium neuer Artistik“ und „Avantgarde-Variete“. Auch heute besteht noch ein Großteil des Programms aus Open-Stage-Veranstaltungen. Die Bühne misst 4 m × 3 m, das Programm bestimmt ein wöchentlich wechselnder Moderator.

## Auftritte
Etablierte Künstler proben in der Scheinbar neue Programme oder testen bestimmte Nummern. Zu den regelmäßigen Gästen gehört u. a. Michael Genähr. Zum größeren Teil aber dienen die Auftritte aufstrebenden Nachwuchskünstlern als Bühne.  Auf der nur vier Meter breiten Bühne begannen unter anderem Mario Barth, Kurt Krömer, Meret Becker oder Eckart von Hirschhausen ihre Karriere. Während Krömers erste Auftritte allerdings eher für bescheidene Resonanz sorgten und von Hirschhausen Berichten zufolge vor allem durch seine rote Nase auffiel, berichtet Murat Topal, dass sein allererster Bühnen-Auftritt vor Publikum eher positive Reaktionen auslöste. Für Oliver Polak galt das Varieté zeitweise als zweites Wohnzimmer, er absolvierte hier über 200 Auftritte. Der Grundidee, Neues und Selbstgemachtes zu fördern, entsprach auch, dass die Scheinbar zu den Pionieren der Berliner Poetry-Slam-Szene gehörte. Zu den regelmäßigen Gästen hier gehört unter anderem Sebastian Krämer. „Ohne die Scheinbar wäre ich jetzt kein Künstler“, sagt Bodo Wartke.